# Khaled Ghorbal
Khaled Ghorbal (nacido en 1950 en Sfax) es un cineasta y guionista tunecino.

## Biografía y carrera
Ghorbal estudió en el Centro de Arte Dramático de Túnez. Llegó a Francia en 1970 para completar su formación teatral, en la Universidad Internacional del Teatro de París, en la Universidad de París VIII y luego en la Escuela de Mimo Jacques Lecoq Mouvement Théâtre. Empezó su carrera como actor y luego como director de teatro. Durante casi diez años, programó y dirigió dos teatros de arte y ensayo en la región de París.
En 1996, dirigió El Mokhtar (El elegido), su primer cortometraje de ficción, que aborda el tema del fundamentalismo y el lavado de cerebro de los jóvenes. La película fue seleccionada en numerosos festivales internacionales. En 1999 se marchó a Túnez para rodar Fatma, su primer largometraje. La película se estrenó en Cannes y ganó varios premios, especialmente en el FESPACO.

## Filmografía parcial
- 1996:  El Mokhtar (El elegido)[11]
- 2001 : Fatma[12][13][14]
- 2008 : Un si beau voyage[15][16][17]
- 2015 : Zaafrane (Azafrán)